# 沃思湖怪物
沃思湖怪物（英語：Lake Worth Monster）是一種在美國德克薩斯州民間傳說中的生物，據說棲息在沃思堡郊外沃思堡自然中心和保護區的沃思湖。這種生物經常被描述為「半人半山羊」，長有鱗片及一對長爪。

## 歷史
1969年7月，沃思湖居民報告稱目擊了「一隻長著毛皮和鱗片的半人半山羊」，令當地人們相信湖中生活著一種神秘的生物。報紙報導了這些所謂的目擊事件，其中一次是沃思湖怪物從樹上跳下來，落在一名男子的汽車上，另一次是牠將汽車輪胎扔向一群人。報紙還刊登了一張據稱由艾倫·普拉斯特（Allen Plaster）拍攝到該生物的照片，令當地人開始在晚上開車到湖邊去尋找其蹤跡。當地警方對這些說法進行了調查，但在沃思湖和鄰近的格里爾島（Greer Island）地區都並未發現該生物存在的證據。沃思湖怪物可能就是山羊人。據一名記者稱，山羊人的傳說是透過夏令營故事傳播開來，夏令營輔導員告訴孩子們：「仔細聽……在像今晚這樣晴朗的夜晚，你會聽到他的哭聲。」
艾倫·普拉斯特在後來的一次採訪中評論了拍到的照片，圖中的沃思湖怪物為一個人大小的「白色毛球」，是他1969年開車行經自然中心時所拍攝。普拉斯特將這次目擊事件描述為惡作劇：「不管它是什麼，它想被看見」。有關怪物的報導在當地學校開學後隨之停止，許多人懷疑這些事件是高中生的惡作劇。2005年，《沃思堡星報》收到一封自稱是1969年夏天三名高中同學之一的匿名信，稱他們使用錫箔面具「決定去沃思湖嚇唬人們」。2009年，《德州沃思堡》（Fort Worth, Texas）雜誌發表了一篇關於一名身份不明的男子的報導，該男子自稱為扔輪胎事件的肇事者。
儘管如此，神秘動物學家部落客克雷格·伍爾希特（Craig Woolheater）表示，自己相信沃思湖怪物是種「未被發現、未編目、用雙腿行走的靈長類動物」。

## 流行文化
自2009年（目擊事件40週年）以來，沃思堡自然中心和保護區每年10月都會舉辦沃思湖怪物狂歡節（Lake Worth Monster Bash）。 2019年，沃思堡水務局（Fort Worth Water Department）的H2OMG播客發布了分成四部分的怪物傳說廣播故事。

## 外部連結
- Quest for the Lake Worth Monster Part I: Let the Quest Begin! （页面存档备份，存于） - 沃斯堡水務局播客